# Gruppo Sportivo Fascio Giovanni Grion 1935-1936
Questa voce raccoglie le informazioni riguardanti il Gruppo Sportivo Fascio Giovanni Grion nelle competizioni ufficiali della stagione 1935-1936.

## Divise
| Prima divisa |

## Rosa
| N. |                   | Ruolo | Calciatore                |
| -- | ----------------- | ----- | ------------------------- |
|    | Italia (bandiera) | A     | Gino Brenco               |
|    | Italia (bandiera) | A     | Nicolò Curto              |
|    | Italia (bandiera) | P     | Tullio Dapretto           |
|    | Italia (bandiera) | D     | Egidio Defranceschi       |
|    | Italia (bandiera) | P     | Valerio Dinelli (II)      |
|    | Italia (bandiera) | C     | Bruno Kazianka (Cazianca) |
|    | Italia (bandiera) | A     | Aldo Fabbro               |
|    | Italia (bandiera) | D     | Arduino Ferrari           |
|    | Italia (bandiera) | A     | Carlo Gasperutti          |
|    | Italia (bandiera) | A     | Giorgio Gianbastiani      |
|    | Italia (bandiera) | A     | Giulio Liberati           |
|    | Italia (bandiera) | A     | Giovanni Luciani          |
|    | Italia (bandiera) | A     | Umberto Mangolini         |

| N. |                   | Ruolo | Calciatore                |
| -- | ----------------- | ----- | ------------------------- |
|    | Italia (bandiera) | C     | Umberto Mondaini          |
|    | Italia (bandiera) | D     | Mario Moscheni            |
|    | Italia (bandiera) | A     | Massimiliano Olivieri     |
|    | Italia (bandiera) | D     | Daniele Paoletti          |
|    | Italia (bandiera) | P     | Galileo Percovich (Perco) |
|    | Italia (bandiera) | A     | Giovanni Polonio          |
|    | Italia (bandiera) | C     | Paolo Raktelj             |
|    | Italia (bandiera) | A     | Sergio Rusinov            |
|    | Italia (bandiera) | D     | Alfredo Simoni            |
|    | Italia (bandiera) | A     | Ferruccio Smolizza        |
|    | Italia (bandiera) | D     | Rodolfo Tomich (Tomi)     |
|    | Italia (bandiera) | C     | Antenore Zannantoni       |

Fra parentesi il cognome italianizzato imposto al giocatore e riportato dalla stampa sportiva nazionale e locale.

## Risultati

### Serie C

#### Girone A

##### Girone di andata
| Pola 22 settembre 1935 1ª giornata | Grion Pola | 1 – 1 | Forlimpopoli |  |

| Treviso 29 settembre 1935 2ª giornata | Treviso | 4 – 0 | Grion Pola |  |

| Pola 6 ottobre 1935 3ª giornata | Grion Pola | 1 – 0 | Fiumana |  |

| Udine 13 ottobre 1935 4ª giornata | Udinese | 4 – 1 | Grion Pola |  |

| Pola 20 ottobre 1935 5ª giornata | Grion Pola | 2 – 1 | Fano |  |

| Jesi 3 novembre 1935 6ª giornata | Jesi | 3 – 0 | Grion Pola |  |

| Pola 10 novembre 1935 7ª giornata | Grion Pola | 1 – 2 | Padova |  |

| Rovigo 17 novembre 1935 8ª giornata | Rovigo | 4 – 2 | Grion Pola |  |

| Pola 1 dicembre 1935 9ª giornata | Grion Pola | 2 – 1 | Libertas Rimini |  |

| Trento 8 dicembre 1935 10ª giornata | Trento | 1 – 2 | Grion Pola |  |

| Mantova 15 dicembre 1935 11ª giornata | Mantova | 4 – 2 | Grion Pola |  |

| Pola 22 dicembre 1935 12ª giornata | Grion Pola | 0 – 0 | Pro Gorizia |  |

| Ancona 29 dicembre 1935 13ª giornata | Anconitana-Bianchi | 2 – 0 | Grion Pola |  |

| Arbitro: | Stecig (Fiume) |

|           |           |                                 |
| Curto 67’ | Marcatori | 14’, 79’ Dalfini 52’ Baldinotti |

| Vicenza 12 gennaio 1936 15ª giornata | Vicenza | 6 – 2 | Grion Pola |  |

##### Girone di ritorno
| Forlimpopoli 26 gennaio 1936 16ª giornata | Forlimpopoli | 2 – 0 | Grion Pola |  |

| Arbitro: | Candida (Venezia) |

|                   |           |              |
| Olivieri 21’, 44’ | Marcatori | 41’ Barluzzi |

| Arbitro: | Neri (Vicenza) |

|                      |           |  |
| Volk 12’, 52’ Tirolt | Marcatori |  |

| Pola 16 febbraio 1936 19ª giornata | Grion Pola         | 0 – 0 referto | Udinese | \| Arbitro: \| Martelli (Bologna) \| |
| Arbitro:                           | Martelli (Bologna) |               |         |                                      |

| Fano 23 febbraio 1936 20ª giornata | Fano | 2 – 0 | Grion Pola |  |

| Arbitro: | Catalucci (Firenze) |

|                                   |           |  |
| Fabbro ?’, 52’ (rig.) Luciani 73’ | Marcatori |  |

| Padova 8 marzo 1936 22ª giornata | Padova | 1 – 0 | Grion Pola | Stadio Silvio Appiani |

| Arbitro: | Morellato (Vicenza) |

|                              |           |  |
| Brenco 17’, 71’ Smolizza 65’ | Marcatori |  |

| Rimini 22 marzo 1936 24ª giornata | Libertas Rimini | 1 – 1 | Grion Pola |  |

| Pola 29 marzo 1936 25ª giornata                                      | Grion Pola | 1 – 1 referto           | Trento |  |
| \| \| \| \| \| Fabbro 67’ \| Marcatori \| 86’ (rig.) Visinsteiner \| |            |                         |        |  |
|                                                                      |            |                         |        |  |
| Fabbro 67’                                                           | Marcatori  | 86’ (rig.) Visinsteiner |        |  |

| Arbitro: | D'Agostino (Porto San Giorgio) |

|             |           |  |
| Olivieri 7’ | Marcatori |  |

| Arbitro: | Brunelli (Bologna) |

|           |           |  |
| Orzan 30’ | Marcatori |  |

| Arbitro: | Pasinato (Venezia) |

|                 |           |         |
| Olivieri ?’, ?’ | Marcatori | Bonoldi |

| Venezia 3 maggio 1936 29ª giornata | Venezia | 4 – 0 | Grion Pola |  |

| Arbitro: | Ghetti (Modena) |

|                     |           |               |
| Cazianca 4’ Rusinov | Marcatori | 43’ Menti III |

### Coppa Italia
| Ancona 15 settembre 1935 Primo turno | Anconitana-Bianchi | 4 – 1 | Grion Pola |  |